# Rudolf I. (Hachberg-Sausenberg)

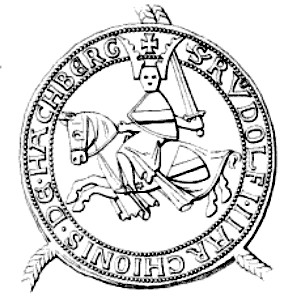
Siegel des Markgrafen Rudolf I. von Hachberg-Sausenberg

Rudolf I. von Hachberg-Sausenberg († 1313) war Markgraf von Baden-Hachberg und der Begründer der badischen Nebenlinie der Markgrafen von Hachberg-Sausenberg.

## Leben
1306 begründete Rudolf auf der Mitte des 13. Jahrhunderts von den Markgrafen von Hachberg gebauten Sausenburg die Seitenlinie Hachberg-Sausenberg, während sein Bruder Heinrich als Heinrich III. von Hachberg die Hauptlinie weiterführte, deren Sitz auf der Hochburg bei Emmendingen war. Rudolf tritt in Urkunden von 1309 und 1314 als Landgraf im Breisgau auf. Aufgrund dieses Amtes wurde seine Herrschaft Sausenberg auch Landgrafschaft benannt.
Rudolfs Schwager, Walther III. von Rötteln, starb ledig und ohne Kinder am 25. September 1311 (1310?). Seine Schwester Agnes – Rudolfs Ehefrau – sollte Walthers Anteil an der Herrschaft Rötteln erben. Die andere Hälfte der Herrschaft Rötteln gehörte Walthers Onkel, Lüthold II. von Rötteln, der Rudolf sogleich als Mitregent einsetzte. Die Erbschaft blieb jedoch nicht unangefochten. Thüring von Ramstein und Konrad Münch von Münchsberg ließen Ansprüche auf die Hinterlassenschaft der bereits 1278 ausgestorbenen Röttler Nebenlinie derer von Rotenberg wieder aufleben und verlangten die Rotenburg. Auch weitere Erbansprüche wurden offenbar erhoben. So wurden Rudolf und Lüthold erst 1313 durch ein Urteil des Reichshofgerichts in ihren Rechten bestätigt.
Durch diese Verbindung wurde der Grundstein für den Aufstieg des Hauses Hachberg-Sausenberg gelegt. Da Rudolf noch vor Lüthold starb, wurde die Herrschaft Rötteln 1315 durch Schenkung auf Rudolfs Sohn Heinrich übertragen, der in diesem Jahr mündig wurde.

## Familie
Rudolf war der Sohn des Markgrafen Heinrich II. von Hachberg und der Anna von Üsenberg. Er heiratete 1298/1299 die Erbtochter, Agnes, des Otto von Rötteln, mit der er die folgenden Kinder hatte:
- Anna ⚭ Graf Friedrich von Freiburg
- Heinrich (* 1300; † 1318)
- Rudolf (* 1301; † 1352)
- Otto (* 1302; † 1384)

Nach dem Tod Rudolfs übernahm sein Bruder Heinrich die Vormundschaft für Rudolfs Kinder.